# Кузьниця-Заґжебська-Кольонія
Кузьниця-Заґжебська-Кольонія (пол. Kuźnica Zagrzebska-Kolonia) — село в Польщі, у гміні Кльонова Серадзького повіту Лодзинського воєводства.
Населення — 70 осіб (2011).
У 1975-1998 роках село належало до Серадзького воєводства.

## Демографія
Демографічна структура станом на 31 березня 2011 року:
|          | Загалом | Допрацездатний вік | Працездатний вік | Постпрацездатний вік |
| -------- | ------- | ------------------ | ---------------- | -------------------- |
| Чоловіки | 36      | 14                 | 20               | 2                    |
| Жінки    | 34      | 12                 | 18               | 4                    |
| Разом    | 70      | 26                 | 38               | 6                    |